# Brunette (cantante)
Brunette (in armeno Բրյունետ?), pseudonimo di Elen Yeremyan (in armeno Էլեն Երեմյան?; Erevan, 27 maggio 2001), è una cantante armena.
Ha rappresentato l'Armenia all'Eurovision Song Contest 2023 con il brano Future Lover.

## Biografia
Nata nella capitale armena, Brunette ha dimostrato sin da giovane un immediato interesse per la musica, esibendosi a vari concorsi canori dedicati ai bambini. È salita alla ribalta nel 2019, quando ha pubblicato il suo singolo di debutto Love the Way You Feel, realizzato in collaborazione con l'organizzazione non-profit Nvak Foundation.
Dopo alcuni anni di inattività, in cui si è trasferita negli Stati Uniti per focalizzarsi sui suoi studi, dal 2022 ha ripreso a pubblicare musica in Armenia. Nel febbraio 2022 ha pubblicato i singoli Smoke Break e Gisher, seguiti da Bac kapuyt achqerd nel giugno dello stesso anno. Tali singoli si distaccano da i suoi lavori precedenti per le sonorità R&B e soul. Nel dicembre 2022, in occasione del Junior Eurovision Song Contest a Erevan, è stata selezionata come membro della giuria nazionale dell'Armenia.
Il 1º febbraio 2023 è stato confermato che l'emittente radiotelevisivo armeno ARMTV l'ha selezionata internamente come rappresentante nazionale per l'Eurovision Song Contest 2023 a Liverpool, nel Regno Unito. Il suo brano eurovisivo, Future Lover, è stato presentato il 15 marzo 2023. Nel maggio successivo, dopo essersi qualificata dalla seconda semifinale, Brunette si è esibita nella finale eurovisiva, dove si è piazzata al 14º posto su 26 partecipanti con 122 punti totalizzati.

## Discografia

### Singoli
- 2022 – Smoke Break
- 2022 – Gisher
- 2022 – Bac kapuyt achqerd
- 2023 – Future Lover
- 2023 – Dimak
- 2023 – Holiday Nostalgia
- 2023 – Hima tsurt a
- 2024 – Arev es (con Parg)
- 2024 – Superstar Illness
- 2024 – U de mi or
- 2024 – No Energy
- 2025 – Love Reversed
- 2025 – Try
- 2025 – Ampits maqur

#### Come featuring
- 2019 – Love the Way You Feel (Nvak Foundation feat. Brunette)